# Magaria
Magaria ist eine Stadtgemeinde und der Hauptort des gleichnamigen Departements Magaria in Niger.

## Geographie

### Lage und Gliederung

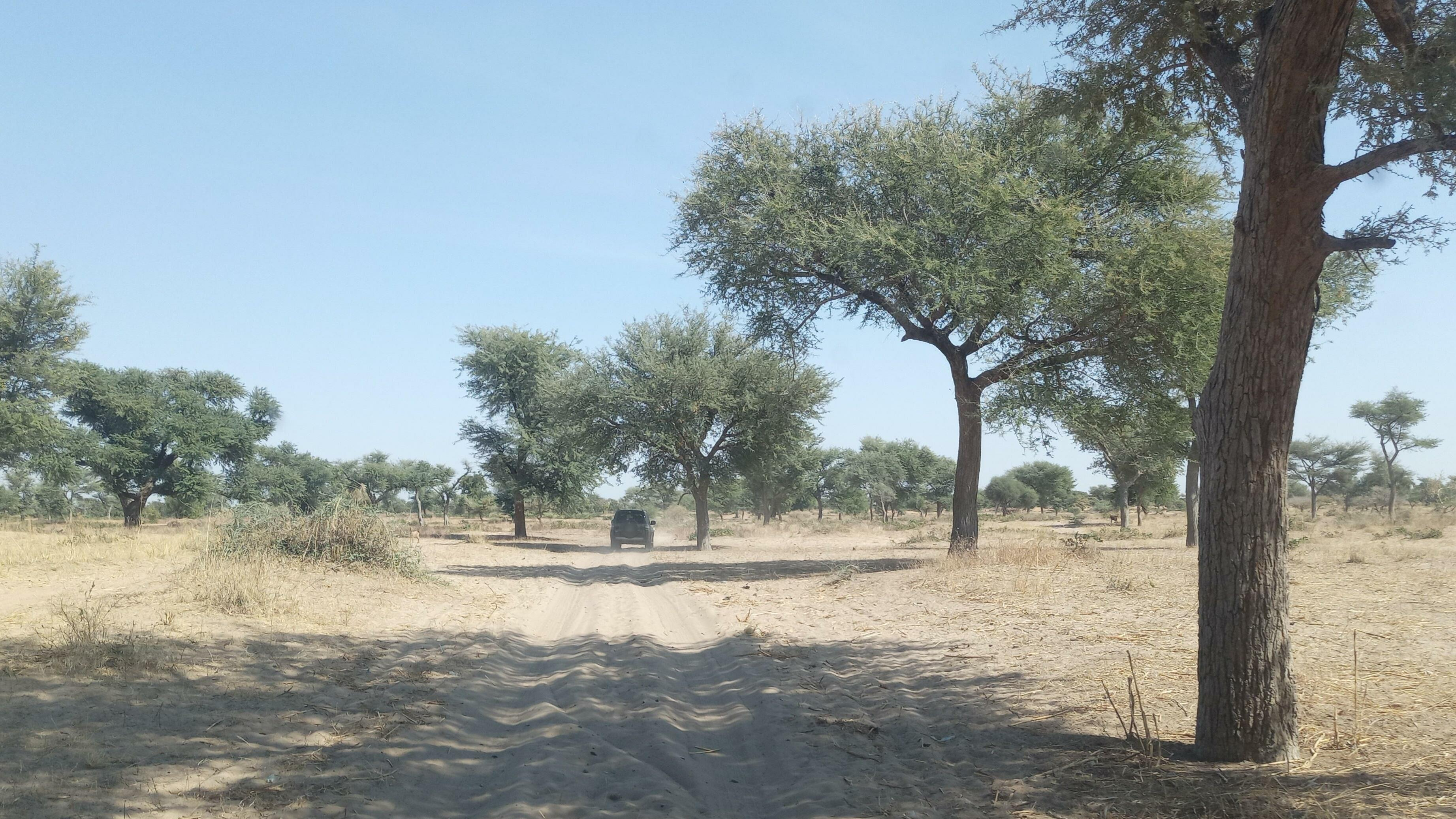
Landschaft im Gemeindegebiet von Magaria (2023)

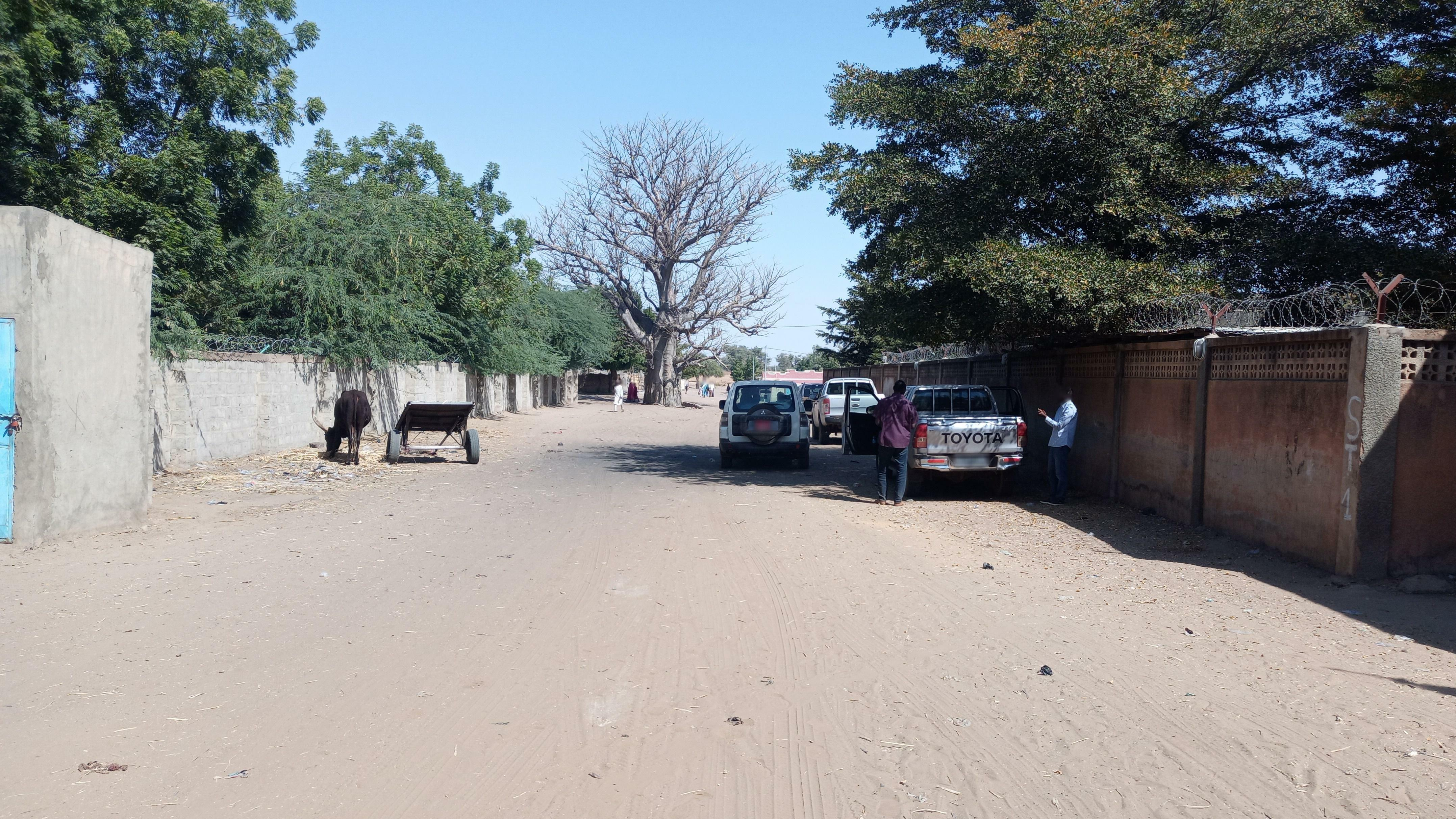
Eine Nebenstraße im Stadtzentrum von Magaria (2023)

Magaria liegt in der Großlandschaft Sudan und grenzt im Süden an den Nachbarstaat Nigeria, im Westen an die Gemeinden Kwaya und Yékoua, im Norden an die Gemeinde Bandé und im Osten an die Gemeinde Dantchiao. Die Gemeinde Magaria besteht aus einem urbanen und einem ländlichen Gemeindegebiet. Das urbane Gemeindegebiet ist in elf Stadtviertel gegliedert. Diese heißen Chawa, Dan Chiffine, Gaon Kolli, Ghaga, Kitari, Maï Damoussa Haoussa, Maï Damoussa Peulh, Ménages Collectifs, Nassarawa, N’Wala und Toudoun Wada. Bei den Siedlungen im ländlichen Gemeindegebiet handelt es sich um 109 Dörfer, 58 Weiler und drei Lager. Das Ortsbild im Stadtzentrum ist von großen, Schatten spendenden Niembäumen geprägt.

### Klima
In Magaria herrscht trockenes Wüstenklima vor. Die synoptische Wetterstation im Stadtzentrum liegt auf 360 m Höhe und wurde 1938 in Betrieb genommen.
|                        | Jan  | Feb  | Mär  | Apr  | Mai  | Jun  | Jul  | Aug  | Sep  | Okt  | Nov  | Dez  |   |      |
| Mittl. Temperatur (°C) | 21,9 | 25,1 | 28,8 | 32,0 | 32,8 | 31,3 | 28,1 | 26,3 | 27,8 | 28,8 | 26,2 | 22,6 | ⌀ | 27,6 |
| Mittl. Tagesmax. (°C)  | 29,7 | 33,3 | 37,0 | 39,6 | 39,6 | 37,2 | 33,0 | 30,4 | 33,0 | 35,6 | 33,9 | 30,2 | ⌀ | 34,4 |
| Mittl. Tagesmin. (°C)  | 14,7 | 17,4 | 20,8 | 24,1 | 25,9 | 25,9 | 24,1 | 22,9 | 23,3 | 22,4 | 19,2 | 15,6 | ⌀ | 21,4 |
|                        |      |      |      |      |      |      |      |      |      |      |      |      |   |      |
| Niederschlag (mm)      | 0    | 0    | 0    | 1    | 10   | 29   | 104  | 175  | 63   | 6    | 0    | 0    | Σ | 388  |
|                        |      |      |      |      |      |      |      |      |      |      |      |      |   |      |
| Sonnenstunden (h/d)    | 10,3 | 10,5 | 10,8 | 11,2 | 11,4 | 11,4 | 10,4 | 9,1  | 10,4 | 10,6 | 10,4 | 10,2 | ⌀ | 10,6 |
|                        |      |      |      |      |      |      |      |      |      |      |      |      |   |      |
| Regentage (d)          | 0    | 0    | 0    | 0    | 2    | 4    | 11   | 13   | 6    | 1    | 0    | 0    | Σ | 37   |
|                        |      |      |      |      |      |      |      |      |      |      |      |      |   |      |
| Luftfeuchtigkeit (%)   | 16   | 12   | 9    | 13   | 26   | 45   | 65   | 76   | 66   | 33   | 19   | 19   | ⌀ | 33,4 |

| 14,7 |

| 17,4 |

| 20,8 |

| 24,1 |

| 25,9 |

| 25,9 |

| 24,1 |

| 22,9 |

| 23,3 |

| 22,4 |

| 19,2 |

| 15,6 |

| 14,7 |

| 17,4 |

| 20,8 |

| 24,1 |

| 25,9 |

| 25,9 |

| 24,1 |

| 22,9 |

| 23,3 |

| 22,4 |

| 19,2 |

| 15,6 |

| N i e d e r s c h l a g | 0   | 0   | 0   | 1   | 10  | 29  | 104 | 175 | 63  | 6   | 0   | 0   |
|                         | Jan | Feb | Mär | Apr | Mai | Jun | Jul | Aug | Sep | Okt | Nov | Dez |

## Geschichte

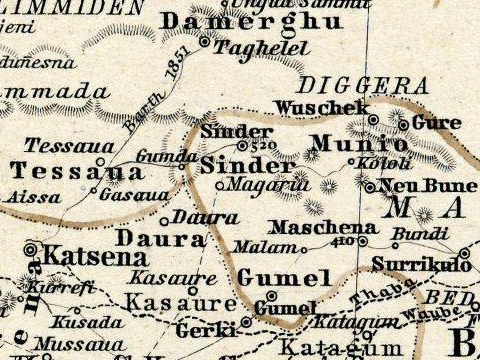
Magaria in Stielers Hand-Atlas (1891)

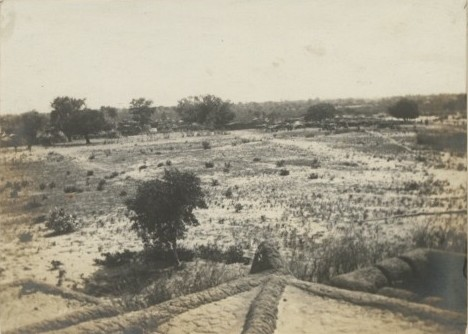
Historische Ansicht vom Dach der französischen Kolonialresidenz in Magaria, Blick Richtung Norden

Magaria wurde von Massabaki gegründet, einem Prinzen des Hausastaats Daura, und fiel später in den Herrschaftsbereich von Zinder. Der Ortsname bezeichnet in der Sprache Hausa die Filzblättrige Jujube (Ziziphus mauritiana). In der Region dienen ihre Früchte der Ernährung von Menschen und Ziegen, ihre Blätter werden von Pferden und Schafen gefressen und ihr Holz als Feuerholz genutzt.
Mitte des 19. Jahrhunderts wurde Magaria als Festung ausgebaut. Der Ort und die umliegenden Dörfer kamen Anfang des 20. Jahrhunderts zunächst unter britische Kontrolle und wurden erst 1906 Frankreich zugeschlagen. Die Franzosen richteten 1918 die erste Schule im Ort ein. Die 1375 Kilometer lange Piste zwischen Niamey und N’Guigmi sowie die 227 Kilometer lange Piste für Reiter zwischen Zinder und Kano, die beide durch Magaria führten, galten in den 1920er Jahren als Hauptverkehrswege in der damaligen französischen Kolonie Niger. Das französische Übersee-Forschungsinstitut Office de la Recherche Scientifique et Technique Outre-Mer (ORSTOM) betrieb in der Nähe des Marktes von Magaria eine geomagnetische Station, die zu einem Netzwerk von mehreren hundert ORSTOM-Stationen in Westafrika gehörte, an denen in den 1950er Jahren geomagnetische Messungen vorgenommen wurden. In den 1950er und 1960er Jahren waren Magaria und sein Umland ein bedeutendes Zentrum für den Anbau von Erdnüssen. Kurz vor der Unabhängigkeit Nigers von Frankreich im Jahr 1960 war der Ort eine Hochburg der linken Partei Sawaba von Djibo Bakary.
Magaria erhielt 1988 zugleich mit neun weiteren nigrischen Orten den Status einer eigenständigen Gemeinde. Bis dahin hatte es landesweit zwölf Gemeinden gegeben. Ungewöhnlich starke Regenfälle führten im August und September 1988 zu Überschwemmungen in weiten Teilen des Landes. In Magaria, Mirriah und Zinder wurde am 23. und 24. August 1988 eine Niederschlagshöhe von über 100 mm verzeichnet. Zahlreiche Gebäude wurden zerstört. In Magaria wurden 4940 Menschen obdachlos.

## Bevölkerung
Bei der Volkszählung 2012 hatte die Stadtgemeinde 130.707 Einwohner, die in 18.855 Haushalten lebten. Bei der Volkszählung 2001 betrug die Einwohnerzahl 75.876 in 12.040 Haushalten.
Im urbanen Gemeindegebiet lebten bei der Volkszählung 2012 25.928 Einwohner in 4025 Haushalten, bei der Volkszählung 2001 17.776 in 2947 Haushalten und bei der Volkszählung 1988 11.135 in 2120 Haushalten. Bei der Volkszählung 1977 waren es 7856 Einwohner.
In ethnischer Hinsicht ist die Gemeinde ein Siedlungsgebiet von Daurawa, Fulbe und Kanuri. Die Hausa-Untergruppe Daurawa betreibt vor allem Ackerbau, während die Fulbe auf Agropastoralismus spezialisiert sind.

## Politik und Justiz
Der Gemeinderat (conseil municipal) hat 25 gewählte Mitglieder. Mit den Kommunalwahlen 2020 sind die Sitze im Gemeinderat wie folgt verteilt: 10 PNDS-Tarayya, 7 RDR-Tchanji, 2 ARD-Adaltchi Mutunchi, 1 CPR-Inganci, 1 MPN-Kiishin Kassa, 1 MPR-Jamhuriya, 1 PJP-Génération Doubara, 1 PSD-Bassira und 1 RPP-Farilla.
Jeweils ein traditioneller Ortsvorsteher (chef traditionnel) steht an der Spitze von 102 Dörfern im ländlichen Gemeindegebiet.
Die Stadt ist der Sitz eines Tribunal d’Instance, eines der landesweit 30 Zivilgerichte, die unterhalb der zehn Zivilgerichte der ersten Instanz (Tribunal de Grande Instance) stehen. Die Haftanstalt Magaria hat eine Aufnahmekapazität von 120 Insassen.

## Wirtschaft und Infrastruktur

### Wirtschaft
Das Gebiet um die Stadt wird aufgrund der für Niger vergleichsweise günstigen klimatischen Verhältnisse stark landwirtschaftlich genutzt. Magaria liegt in jener schmalen Zone entlang der Grenze zu Nigeria, die von Tounouga im Westen bis Malawa im Osten reicht und in der Bewässerungsfeldwirtschaft für Cash Crops betrieben wird. In der Gemeinde wird regenabhängiger Reisanbau praktiziert. Am Markt von Magaria wird insbesondere mit Zuckerrohr gehandelt, das bis in die Hauptstadt Niamey verkauft wird. Der Markttag ist Samstag. Das staatliche Versorgungszentrum für landwirtschaftliche Betriebsmittel und Materialien (CAIMA) unterhält eine Verkaufsstelle im Stadtzentrum.

### Gesundheit und Bildung

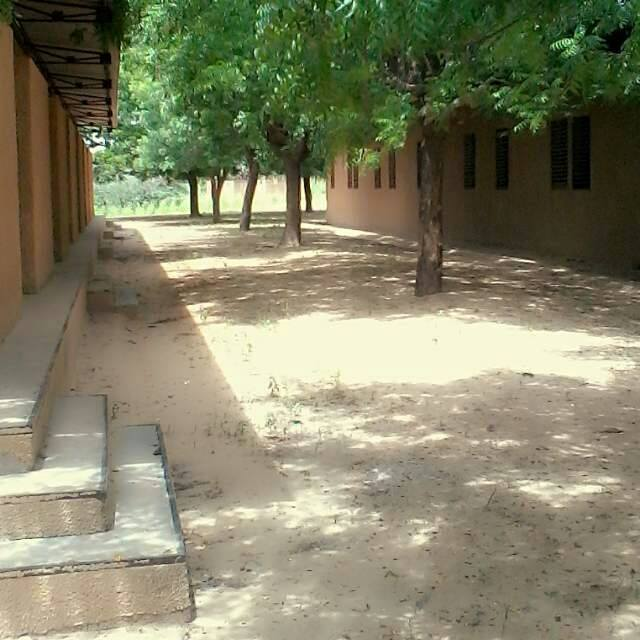
Lycée Daoura Magaria (2015)

Mehrere Gesundheitszentren des Typs Centre de Santé Intégré (CSI) sind im Stadtzentrum vorhanden. Eines der Gesundheitszentrum verfügt über ein eigenes Labor und eine Entbindungsstation.
In Magaria befindet sich ein Stützpunkt des staatlichen agronomischen Forschungsinstituts Institut National de Recherches Agronomiques du Niger (INRAN). Der CEG 1 Magaria, der CEG 2 FA Magaria und das Lycée Daoura Magaria sind allgemein bildende Schulen der Sekundarstufe. Das Kürzel CEG steht dabei für Collège d’Enseignement Général und das auf einen Schwerpunkt auf die arabische zusätzlich zur französischen Sprache hinweisende Kürzel CEG FA für Collège d’Enseignement Général Franco-Arabe. Die Lehrerbildungsanstalt Ecole Normale d’Instituteurs de Magaria wurde 2014 gegründet. Beim Collège d’Enseignement Technique de Magaria (CET Magaria) handelt es sich um eine technische Fachschule und beim Centre de Formation aux Métiers de Magaria (CFM Magaria) um ein Berufsausbildungszentrum.

### Verkehr
Die 980,9 Kilometer lange Nationalstraße 11 zwischen Nigeria und Algerien führt durch das urbane Zentrum und die Dörfer Tinkim und Dachi. Im urbanen Zentrum beginnt die 61,4 Kilometer lange Nationalstraße 12, die bis zur Staatsgrenze mit Nigeria verläuft. In Tinkim zweigt die 78,1 Kilometer lange Nationalstraße 13 ab, die ebenfalls bis zur Staatsgrenze führt.

## Persönlichkeiten
- Harouna Coulibaly (* 1962), Autor und Filmregisseur
- Haoua Hambally (1960–2016), Journalistin, Medienunternehmerin und Politikerin